# Чернов, Николай Михайлович
Николай Михайлович Черно́в (14 декабря 1926, деревня Удерево, Орловская губерния — 2 февраля 2009, Москва) — партийный работник, писатель, литературовед, один из ведущих исследователей жизни и творчества И. С. Тургенева в мире, в особенности — родственного и ближайшего окружения писателя; специалист по дворянской генеалогии. Исследователь Орловского края (культурология, «дворянские гнёзда», историческая библиография).

## Биография
Родился в деревне Удерево (ныне Колпнянский район Орловской области) в семье крестьян с 200-летней родословной.
Окончил с отличием филологический факультет Орловского педагогического института, аспирантуру на кафедре литературы и искусства в Академии общественных наук в Москве.
Более тридцати лет на партийной работе, сначала лектором в Орловском обкоме КПСС. В 1962 году после окончания Академии общественных наук при ЦК КПСС, его пригласили в ЦК КПСС, где он проработал до 1989 года в Отделе культуры, на должности инструктора, помощника зав. Отделом, руководителем группы консультантов. Был одним из инициаторов создания Советского (Российского) Фонда культуры.
Будучи студентом, увлёкся литературным краеведением, изучал места, связанные с жизнью и творчеством литераторов, уроженцев Орловского края. На основе собранных материалов написал книгу «Литературные места Орловской области» (1959), которая выдержала три издания. Последнее из них вышло под названием «Орловские литературные места» (1970).
В дальнейшем литературные интересы Чернова сосредоточились на изучении жизни и творчества И. С. Тургенева, уроженца Орла. Николай Михайлович был одним из инициаторов и участников восстановления музея в родовой усадьбе Тургенева «Спасское-Лутовиново». По его инициативе с 1992 г. стал издаваться сборник трудов «Спасский вестник».
После ухода на пенсию, почти до самой смерти, работал научным консультантом музея-заповедника И. С. Тургенева «Спасское-Лутовиново».
Автор более чем 100 публикаций на указанные темы, преимущественно в повременных изданиях. Наиболее известны его работы: «Об одном знакомстве И. С. Тургенева» («Вопросы литературы», 1961, № 8) и «Повесть И. С. Тургенева „Первая любовь“ и её реальные источники» («Вопросы литературы», 1973, № 9). Эта — переведена на основные европейские языки. Жизни и творчеству Тургенева посвящены четыре книги Чернова («Спасско-Лутовиновская хроника: 1813—1883», 1999; «Тургенев в Москве», 1999; «Провинциальный Тургенев», 2003; «Дворянские гнёзда вокруг Тургенева», 2003).
Н. М. Чернов собирал печатные материалы об И. С. Тургеневе и его окружении. Скомплектовал справочную архивную картотеку биографических сведений о писателе и его спутниках (есть машинописный указатель картотеки). Был увлечён изучением малоизвестных фактов из жизни Тургенева, так называемых «белых пятен», апокрифических событий из его биографии и творчества.

### Книги
- Чернов Н. М. Литературные места Орловской области. — Орёл: Орловское кн. изд-во, 1959. — 128 с. — 3000 экз.
  - Чернов Н. М. Литературные места Орловского края. — 2-е изд., доп. — Орёл: Орловское кн. изд-во, 1961. — 156 с. — 15 000 экз.
  - Чернов Н. М. Орловские литературные места. — 3-е изд., доп. — Тула: Приокское книжное издательство. Орловское отд-ние, 1970. — 192, [28] с. — 20 000 экз.
- «Записки охотника» И. С. Тургенева. — М.: Прогресс, 1979 (на англ. яз.) — комментарий, летопись жизни, составление, подбор ил.
- Тургенев И. С. Записки охотника / Изд. подгот. А. Л. Гришунин, В. А. Громов, А. М. Долотова, Л. Н. Смирнова; Отв. ред. Н. М. Чернов; Академия наук СССР. — М.: Наука, 1991. — 680, [18] с. — (Литературные памятники). — 20 000 экз. — ISBN 5-02-012670-5.
- Чернов Н. М. Орловские пренумеранты: Приложение к каталогу «Книги, отпечатанные в Орле в 1814—1830 гг.». — Орёл, 1987. — 14 с.
- Чернов Н. М. Спасско-Лутовиновская хроника: 1813—1883. Документальные страницы литературной и житейской летописи / Гос. мемориал. и природ. музей-заповедник И. С. Тургенева «Спасское-Лутовиново». — (Тула), 1999. — 448, [48] с.
- Чернов Н. М. И. С. Тургенев в Москве. — М.: Грааль, 1999. — 192 с. — 1000 экз. — ISBN 5-7873-0018-1.
- Чернов Н. М. Провинциальный Тургенев / Под ред. В. А. Благово. — М.: Центрполиграф, 2003. — 426 с. — (Россия забытая и неизвестная). — 3000 экз. — ISBN 5-9524-0071-X.
- Чернов Н. М. Дворянские гнёзда вокруг Тургенева: Очерки поместной и культурной жизни прошлых столетий в провинции. — Спасское-Лутовиново, 2003. — 354 с. — ISBN 5-8125-0309-5.
- Чернов Н. М. Колпна: Рассказ о её прошлом, осколки которого ещё можно собрать. — Орёл: ОРАГС, 2003. — 224, [56] с.